# Emblyna uintana
Emblyna uintana là một loài nhện trong họ Dictynidae.
Loài này thuộc chi Emblyna. Emblyna uintana được Ralph Vary Chamberlin miêu tả năm 1919.